# Milbertshofen-Am Hart
Milbertshofen-Am Hart is een stadsdeel (Duits: Stadtbezirk) van de Duitse stad München, hoofdstad van de deelstaat Beieren.
Milbertshofen-Am Hart ligt in het noorden van München. Het stadsdeel wordt ook aangeduid als Stadtbezirk 11. Het is in klokwijzerzin omgeven door de Stadtbezirke Schwabing-Freimann in het oosten, Schwabing-West in het zuiden, Neuhausen-Nymphenburg in het zuidwesten, Moosach in het westen en Feldmoching-Hasenbergl in het noordwesten. Het noorden en noordoosten van het Stadtbezirk grenst aan de gemeente Oberschleißheim, onderdeel van het Landkreis München.
Het stadsdeel werd gecreëerd bij de inlijving van de voormalige zelfstandige stad Schwabing en de voormalige zelfstandige gemeente Freimann bij München in 1890, waarbij het grondgebied van Schwabing in een oostelijk en westelijk deel werd gescheiden. Het westelijk deel werd het huidige Stadtbezirk 4, Schwabing-West, het meer oostelijk deel van Schwabing samen met de voormalige zelfstandige gemeente Freimann en de wijk Fröttmaning van de buurgemeente Garching bei München geannexeerd werd samen Schwabing-Freimann.
Eind 2018 woonden er in het 25,67 km² grote Stadtbezirk 77.936 inwoners. Men onderscheidt de wijken Am Hart in het noorden van het stadsdeel, Am Riesenfeld in het zuidwesten en Milbertshofen in het zuidoosten.
Milbertshofen was tot 1913 een zelfstandige stad, maar werd toen door München geannexeerd. In Am Riesenfeld ligt het Olympiapark, de site van de Olympische Zomerspelen 1972 met de 56 meter hoge Olympiaberg, de 291 meter hoge Olympiaturm, de Olympiahalle, het Olympiastadion, de Olympia-Schwimmhalle, de Olympia-Eissportzentrum en dergelijke maar ook het gedenkteken van het Erinnerungsort Olympia-Attentat. In 2006 opende in het Olympiapark ook een Sea Life. Bij autoliefhebbers is de wijk gekend als de vestiging van BMW Welt en het BMW Museum. Een grote tewerkstellingspool in het stadsdeel is het BMW Group Research and Innovation Center. In het noorden van het stadsdeel in Am Hart ligt een 2,8 km² groot natuurgebied, Panzerwiese und Hartelholz, vroeger een militair oefenterrein.
Het gebied wordt door de U-Bahn van München bediend door de U2-metrolijn middels de metrostations (van zuid naar noord) Milbertshofen, Frankfurter Ring, Am Hart, Harthof en Dülferstraße (dit laatste gelegen op de westelijke stadsdeelgrens) en in het zuidwesten bediend door de U3-lijn met de stations Olympiazentrum en Oberwiesenfeld. Daarnaast doorkruisen ook de trams van lijnen 20 en 21 en meerdere MVG-buslijnen het stadsdeel. Het Stadtbezirk wordt niet bediend door de S-Bahn van München.
Allach-Untermenzing · 
Altstadt-Lehel · 
Au-Haidhausen · 
Aubing-Lochhausen-Langwied · 
Berg am Laim · 
Bogenhausen · 
Feldmoching-Hasenbergl · 
Hadern · 
Laim · 
Ludwigsvorstadt-Isarvorstadt · 
Maxvorstadt · 
Milbertshofen-Am Hart · 
Moosach · 
Neuhausen-Nymphenburg · 
Obergiesing-Fasangarten · 
Pasing-Obermenzing · 
Ramersdorf-Perlach · 
Schwabing-Freimann · 
Schwabing-West · 
Schwanthalerhöhe · 
Sendling · 
Sendling-Westpark · 
Thalkirchen-Obersendling-Forstenried-Fürstenried-Solln · 
Trudering-Riem · 
Untergiesing-Harlaching